# Elektrownia wodna Kozjak
Elektrownia wodna Kozjak (mac. ХЕЦ Козјак) – zapora wodna na rzece Treska w Macedonii Północnej. Znajduje się na terenie gminy Makedonski Brod.
Główną funkcja zapory jest retencja wody.

## Historia
Po powodzi która zniszczyła Skopje w 1962 roku, Rząd Jugosławii rozpoczął badanie terenu na przyszłą zaporę w 1962 roku, jednak z powodu braków finansowych, budowy nie rozpoczęto. Po ponad trzech dekadach, projekt zapory został opublikowany w 1989 roku. Konstrukcję elektrowni rozpoczęto w 1994 roku i zakończono ją w 2000 roku. W maju 2003 roku rozpoczęło się napełnianie rezerwuaru. Po zakończeniu tego procesu, elektrownię otwarto w 2004 roku.

## Rezerwuar
Utworzony przez zaporę rezerwuar tworzy największe sztuczne jezioro w Macedonii Północnej, Kozjak. Jego pojemność całkowita wynosi 380 milinów metrów sześciennych wody. Utworzony zbiornik jest długi na 32 kilometry, a w najszerszym miejscu jego szerokość wynosi 400 metrów. Głębokość maksymalna zbiornika wynosi 130 metrów.
Zbiornik jest również atrakcją turystyczną, szczególnie popularną wśród wędkarzy. Jest to najbogatszy w ryby akwen w kraju.

### Jezioro Kozjak

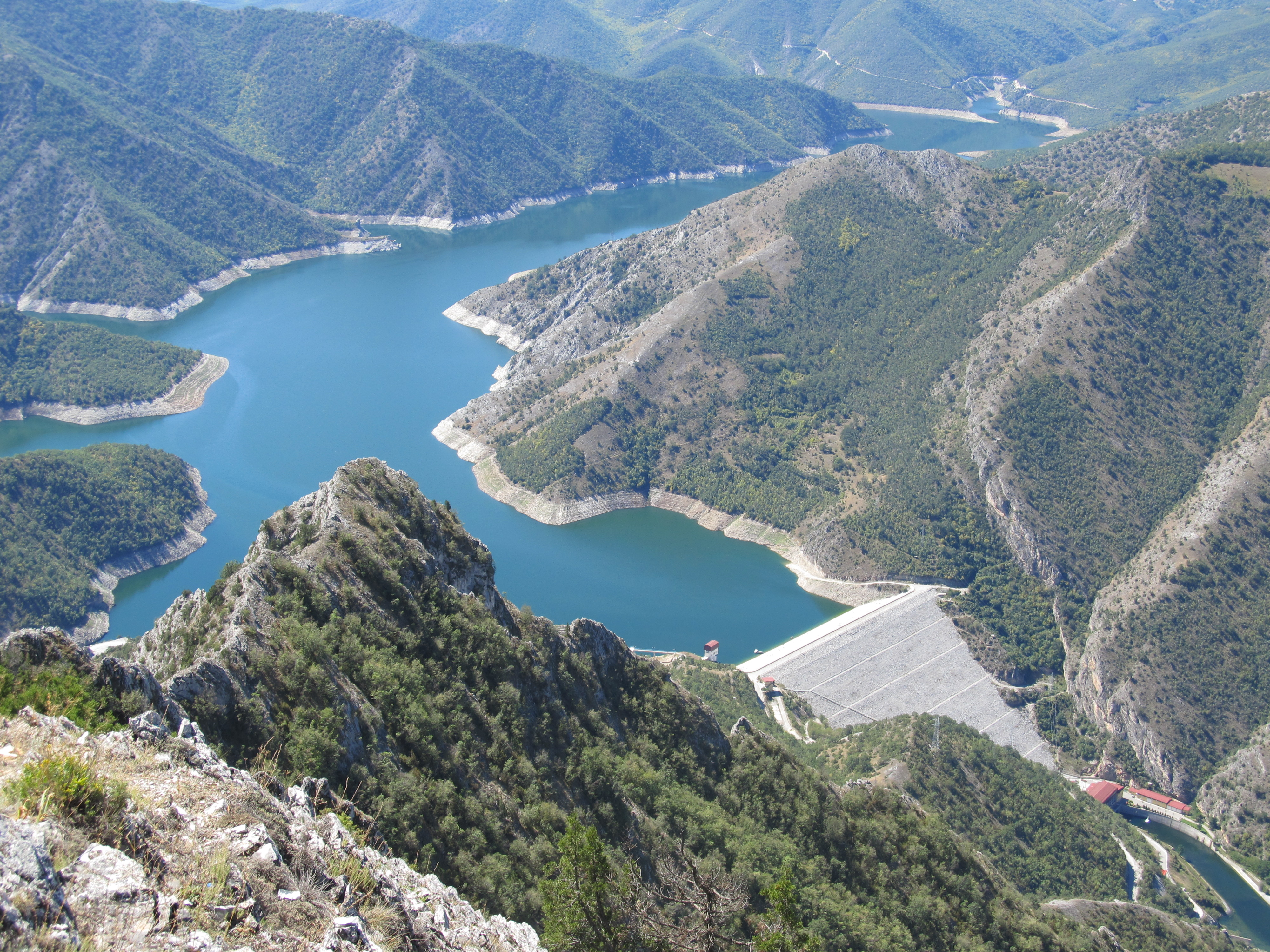
Widok na zbiornik wodny wraz z zaporą
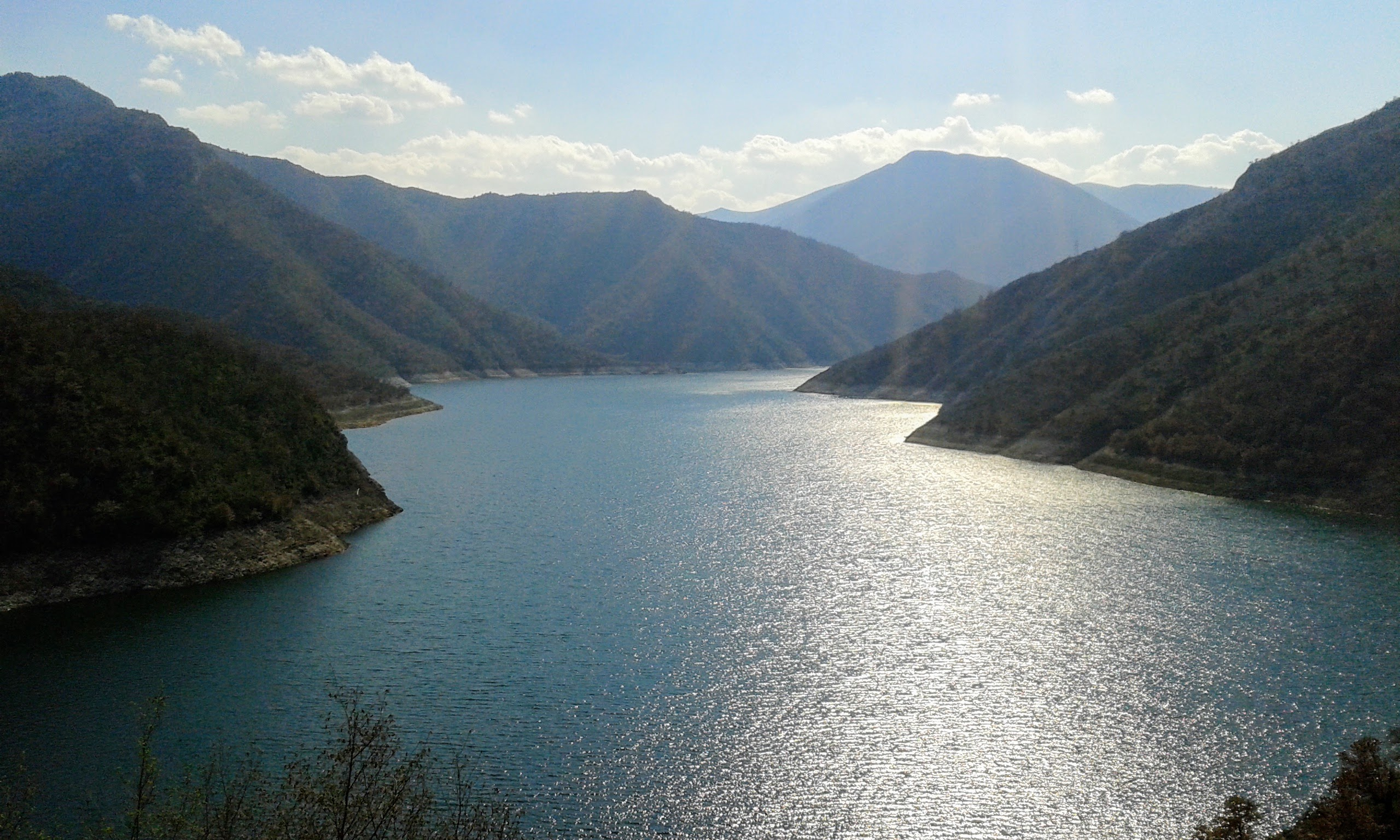
Widok na jezioro z tamy
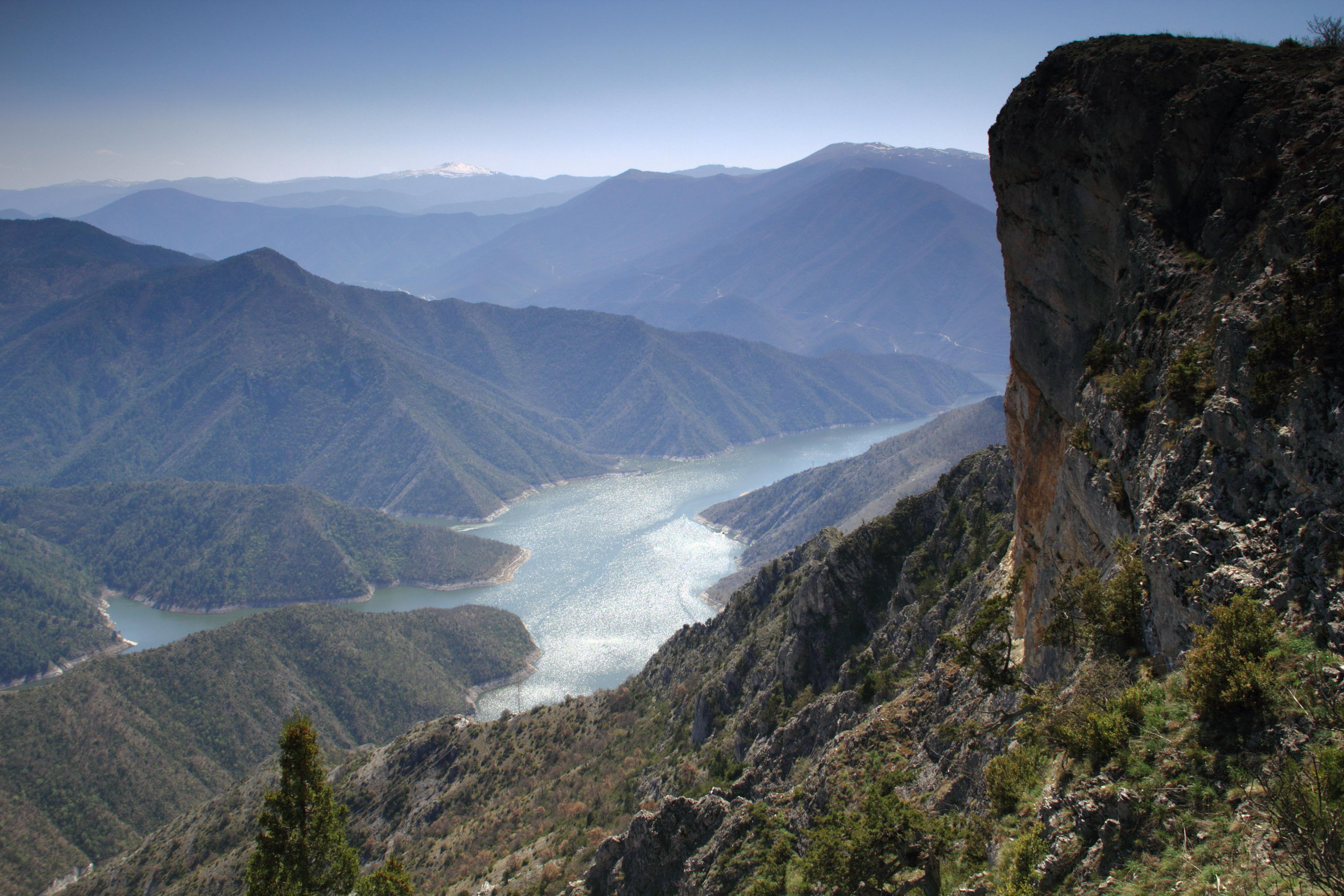
Jezioro widoczne z okolicznych wzniesień

## Elektrownia
Zapora utworzona jest z głazów i ziemi zalanych betonem. Jest to najwyższa zapora w Macedonii Północnej. Elektrownię wyposażona jest w dwie turbiny Francisa o łącznej mocy 82 megawatów. Rocznie elektrownia produkuje 130 milinów kilowatogodzin energii elektrycznej.